# Geoffrey de Ste. Croix
Geoffrey de Ste. Croix, né le 8 février 1910 à Macao et mort le 5 février 2000 à Oxford, est un historien britannique spécialiste de l'Antiquité.

## Biographie
Il participe au tournoi de tennis de Wimbledon de 1930 à 1932 en simple et en double et travaille comme solliciteur de 1932 à 1940. Pendant la Seconde Guerre mondiale, il rejoint la Royal Air Force et est stationné en Égypte. Après la guerre, il étudie l'histoire de l'Antiquité à l'University College de Londres et devient ensuite enseignant au New College d'Oxford de 1953 à 1977.
Il est surtout connu pour ses livres The Origins of the Peloponnesian War (1972) et The Class Struggle in the Ancient Greek World from the Archaic Age to the Arab Conquests (1981), examinant dans ce dernier la Grèce antique sous une perspective marxiste.